# Nidáguila
Nidáguila  es una localidad situada en la provincia de Burgos, comunidad autónoma de Castilla y León (España), comarca de Páramos, ayuntamiento de Valle de Sedano.

## Datos generales
Existe una enorme diferencia de población, dependiendo de la época del año que tratemos:
en invierno su censo es mínimo y desde primavera a otoño se multiplica considerablemente su población, especialmente en verano llegando a estar todas sus casa habitadas.
Situado 15 km al sur de la capital del municipio, Sedano y 40km al norte de Burgos capital, por la N623 camino de Santander. Valle del río San Antón, afluente del Rudrón por la margen derecha. 
Con acceso desde la carretera N-623 a la altura de
Masa (Burgos), a cuyo municipio perteneció, dejado a la derecha el actualmente desaparecido Fresno de Nidáguila. Al este de Terradillos de Sedano junto al Espacio Natural conocido como las Hoces del Alto Ebro y Rudrón y el Páramo de Masa.
Nidáguila pertenece al Valle de Sedano. Consta el pueblo de un conjunto de casas de piedra caliza labrada vista, bien conservadas. Su paisaje es interesante. Emplazado el terreno del pueblo entre los 900 y 1050 metros de altitud, con una extensión de algo más de 2800 hectáreas. Las ruinas pétreas de dos túmulos o dólmenes prehistóricos, testifican en la zona la presencia humana desde hace miles de años.

## Situación administrativa
Entidad Local Menor perteneciente al municipio Valle de Sedano.

## Historia
Lugar que formaba parte, de la Jurisdicción de Río Ubierna en el Partido de Burgos, uno de los catorce que formaban la Intendencia de Burgos, durante el periodo comprendido entre 1785 y 1833, en el Censo de Floridablanca de 1787, jurisdicción de realengo, alcalde pedáneo.
Antiguo municipio de Castilla la Vieja en el Partido de Sedano código INE-09233 Nidáguila, que en el censo de la matrícula catastral contaba con 26 hogares y 89 vecinos y entre el censo de 1930 y el anterior, este municipio desaparece porque se integra en el municipio de 09205 Masa, contaba entonces con 49 hogares y 207 habitantes.
Entre el censo de 1940 y el anterior, aparece de nuevo este municipio porque se segrega del municipio 09205 Masa, pero entre el censo de 1981 y el anterior, este municipio vuelve a desaparecer porque se agrupa en el municipio 09905 Valle de Sedano, contaba entonces con una extensión superficial de 4.752 hectáreas albergando 57 hogares y 174 habitantes.
Comprendía las localidades de Fresno de Nidáguila y de Terradillos de Sedano.
Nidáguila se encuentra adscrita al amplio y hermoso Valle de Sedano, al sureste de la Lora y frontera con Cantabria, valle que atesora minúsculas poblaciones con templos románicos y guarda encantos notables de la naturaleza, valle digno de visita sosegada en el buen tiempo o con la nieve.
Las fiestas patronales se celebran en Santa Marina (julio), se celebra también San Miguel (septiembre). A lo largo del mes de agosto, tienen lugar diversas actividades: cine, teatro, talleres, hinchables, payasos, actuaciones musicales, excursión popular.
Actualmente la gestión de Nidaguila está representada por la alcaldesa pedanea, Sonia Castiella (cargo electo desde el año 2007 bajo las siglas del Partido Popular)

## Demografía
| Gráfica de evolución demográfica de Nidáguila entre 1842 y 1970 |
| |
| Población de derecho según los censos de población del INE Población de hecho según los censos de población del INEEntre el censo de 1930 y el anterior, este municipio desaparece porque se integra en el municipio Masa. Entre el censo de 1940 y el anterior, aparece este municipio porque se segrega del municipio Masa. Entre el censo de 1981 y el anterior, este municipio desaparece porque se agrupa en el municipio Valle de Sedano. |

Como muchos otros pueblos castellanos, Nidáguila ha sufrido una terrible despoblación a partir de la década de los 70, siendo la ciudad de Burgos la principal receptora de los emigrantes que abandonaban Nidáguila.
Cabe destacar en la lectura del gráfico, que durante el verano multiplica por más de diez su población (escalonadamente desde el inicio de la primavera hasta el final del otoño) llegando a habitarse todas las casas del pueblo.
| 1842 | 1857 | 1860 | 1877 | 1887 | 1897 | 1900 | 1910 | 1920 | 1940 | 1950 | 1960 | 1970 | 2000 | 2010 | 2020 |
| ---- | ---- | ---- | ---- | ---- | ---- | ---- | ---- | ---- | ---- | ---- | ---- | ---- | ---- | ---- | ---- |
| 89   | 216  | 228  | 225  | 192  | 212  | 214  | 232  | 207  | 413  | 418  | 382  | 174  | 22   | 25   | 24   |

## Parroquia
Consta de dos naves paralelas de estilos de épocas diferentes de gótico, columnas románicas y retablo con bajorrelieves historiados en torno al siglo XVII.
La parroquia se ha reparado recientemente, y se han restaurado su retablo e imágenes de los patronos(Sta.Marina y S.Miguel arcángel)
La iglesia primitiva, anterior sin duda al siglo XIII constaba de una nave de dos cuerpos de estilo románico, de la que quedan robustos basamientos coronados por anchos capiteles con diversos dibujos.
El campanario, es posterior a la iglesia, del siglo XVII básicamente.
La parroquia de Santa María, se encuentra situada en la parte baja del pueblo, cercana a la denominada "fuentona" fuente en la que nace el río San Anton, frente a los denominados cárcavos (que albergan restos fósiles)

## Fresno de Nidáguila
Castillo declarado Monumento Nacional, declarado el 22 de abril de 1949, BOE de 05/05/1949.  (enlace roto disponible en Internet Archive; véase el historial, la primera versión y la última).